# 206 a.C.

## Eventos
- Lúcio Vetúrio Filão (cônsul em 206 a.C.) e Quinto Cecílio Metelo, cônsules romanos.
- Décimo-terceiro ano da Segunda Guerra Púnica:
  - Batalha de Ilipa - o exército romano, comandado por Cipião Africano, derrotou o exército cartaginês liderado por Magão Barca, Asdrúbal Giscão e Massinissa.
  - Revolta de Indíbil e Mandônio contra os romanos na Hispânia.
  - Acaba com a presença cartaginesa na Hispânia depois que a a cidade de Gades se rende aos romanos.
  - Nono ano da Primeira Guerra Macedônica.
- Termina a Dinastia Qin na China
- Início da Dinastia Han na China